# Effeff (Redewendung)
Die Redewendung „Etwas aus dem Effeff zu können oder zu kennen“ bedeutet, eine Sache vorzüglich zu beherrschen bzw. entsprechendes Wissen sehr schnell, wie im Schlaf, abrufen zu können oder sich ergebende Zusammenhänge zügig zu verstehen.

## Erklärungsansätze
Die Herkunft der Wendung ist ungeklärt. Die geläufigsten Erklärungen für diese Redewendung sind:
1. ff steht für „folgende Seiten“: Wer etwas „aus dem Effeff“ (ff.) kann, beherrscht nach dieser Erklärung nicht nur einen Einzelaspekt, sondern auch alle folgenden „Seiten“ des Themas.
2. Kaufleute bezeichnen seit dem 17. Jahrhundert feine Waren mit f (fino), ff steht dabei für sehr fein (finissimo). Analoges bedeutet FF bei Lebensmitteln. Wenn man also etwas aus dem Effeff beherrscht, kann man es sehr fein.
3. Im Mittelalter wurden die Digesten/Pandekten (eine Sammlung von Textauszügen aus Juristenschriften) von römischen Juristen mit dem Zeichen ff abgekürzt. Hierbei handelt es sich möglicherweise um ein verballhorntes π (griech.: pi) von pandectae.[3] Eine andere Auffassung ist der Ansicht, es handele sich um ein durchquertes D von Digesta. Die Digesten, die allein aus 50 Büchern bestehen, stellten eine sehr umfangreiche Sammlung der erwähnten Texte dar. Auch ihre Ordnungskriterien waren komplex. Aus ihnen zu lernen war schwierig. Für den Anfänger hatte Justinian deswegen neben den Digesten auch noch die sog. Institutionen erlassen. Sie bestanden aus nur vier Büchern geringen Umfangs und wiesen ein zwar sehr deutbares, jedoch bei erstem Zugriff einfacheres Ordnungssystem auf. Daher der Name. Denn kannte jemand Etwas aus dem ff., so kannte er es aus den Digesten und nicht nur aus den Institutionen. Er war also Profi, nicht Anfänger.[4][5]
4. Der Begriff „aus dem Effeff“ kommt aus dem Lateinischen, und zwar „ex forma, ex functione“. Jemand beherrscht etwas aus dem Effeff, wenn er es nicht nur der Form nach beschreiben, sondern auch die Funktionsweise erklären kann.
5. Des Weiteren steht ff in der Musik für sehr laut (fortissimo), also unüberhörbar, nachdrücklich. Stark für diese Deutung spricht die Redensart „Man wird's dir aus dem Effeff (ff) geigen“ (etwas Besonderes machen).
6. Kürzel aus der italienischen Stadtverwaltung. Die Prüfung der Petition eines Bürgers durch die Verwaltung wurde mit einem F abgeschlossen für fiat, lateinisch: Es geschehe. Wenn der Magistrat dem Gesuch ebenfalls zustimmte, hängte man ein weiteres f an, also fiat fiat: Soll heißen: Es geschehe ohne weitere Verzögerung.[6]